# Medalha Albert A. Michelson
A medalha Albert A. Michelson (em inglês:  Albert A. Michelson Medal) foi um prêmio de física concedido pelo Instituto Franklin. Homenageava o físico Albert Abraham Michelson, sendo destinada especialmente a conquistas nas áreas nas quais Michelson pesquisou, principalmente no campo da óptica. Foi concedida de 1968 a 1996.

## Laureados
- 1968 Dennis Gabor
- 1969 Harold Eugene Edgerton
- 1971 Martin Ryle
- 1972 Herbert Friedman
- 1973 Jocelyn Bell Burnell, Antony Hewish
- 1974 Peter Sorokin
- 1975 Irwin Shapiro
- 1977 Albert Crewe
- 1979 Richard George Brewer
- 1980 Emil Wolf
- 1981 Hermann Haken
- 1982 Robert Hanbury Brown, Richard Twiss
- 1983 Hyatt Mcdonald Gibbs
- 1985 Roy Glauber
- 1986 Theodor Hänsch
- 1987 Rodolfo Bonifacio, Luigi Lugiato
- 1990 Harry Jeffrey Kimble
- 1992 John W. Hardy
- 1993 Serge Haroche, Herbert Walther
- 1996 William Daniel Phillips